# Désoxyguanosine diphosphate
La désoxyguanosine diphosphate (dGDP) est un désoxyribonucléotide constitué de résidus de guanine et de 2'-désoxyribose lié à un groupe pyrophosphate. Son ribonucléotide correspondant est la guanosine diphosphate.